# G4 TV

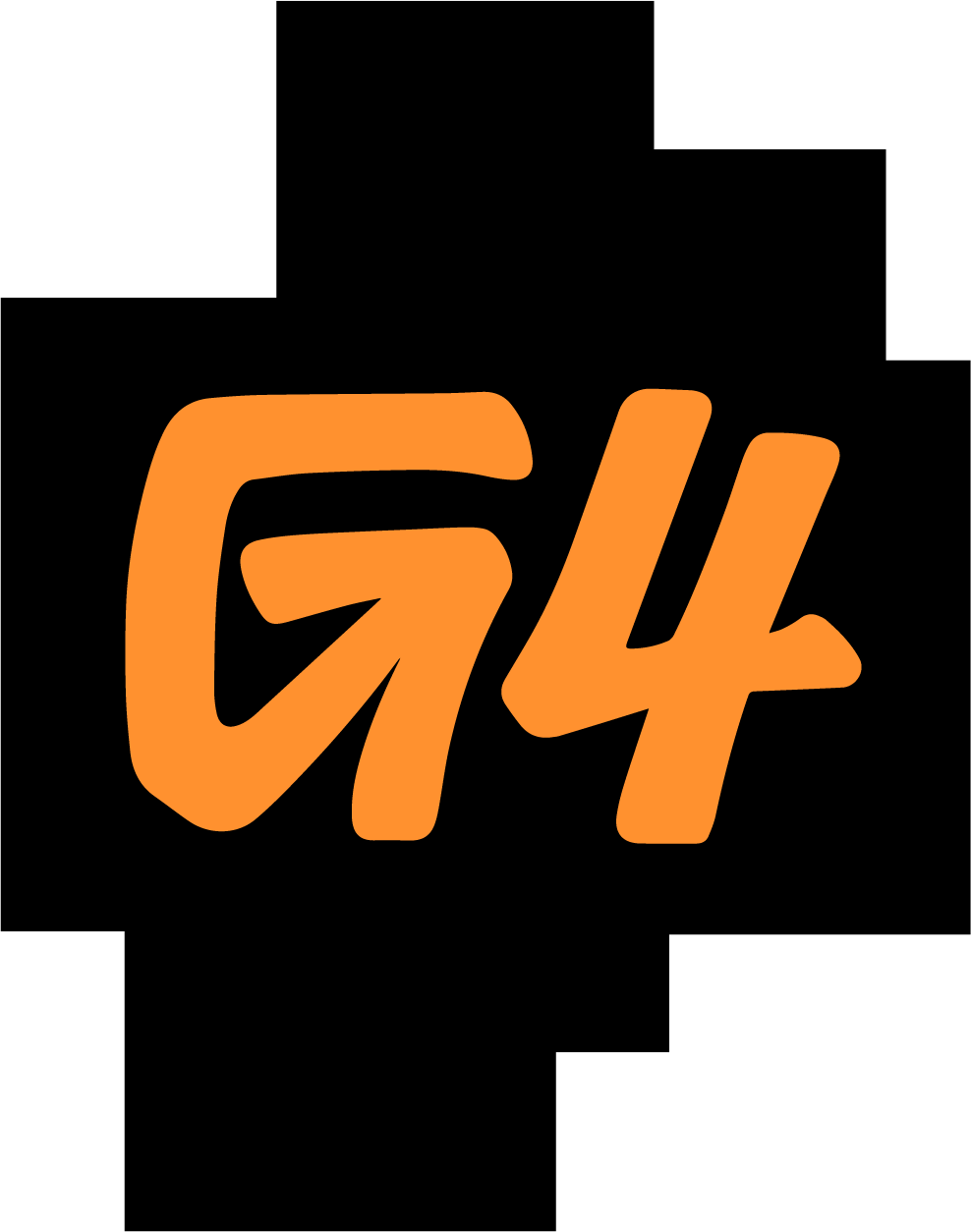
Logo G4 TV

G4 foi um canal de televisão por assinatura dos EUA. Exibe programas de enofo gotretenimento e análises de jogos e tem uma programação bem diversificada com séries como Lost. A maior parte dos programas era voltada para o público geek e gamer.
A emissora encerrou suas atividades em 31 de dezembro de 2014.[carece de fontes?]